# Rasmus Gramer
Rasmus Gramer, född 15 april 1992 i Stockholm, är en svensk idrottsman inom drakbåtspaddling. Rasmus bor i Nacka Strand och tävlar för Kajakklubben Eskimå. Rasmus har en kandidatexamen från Handelshögskolan i Stockholm.
Gramer har tagit de flesta av sina medaljer som styrman, men även ett EM-brons som paddlare i 10manna herr 2000 meter vid drakbåts-EM 2015 i Auronzo di Cadore.
Rasmus är en av de få svenskar som varit regerande mästare i drakbåt på SM, EM och VM samtidigt, tillsammans med Christoffer Carlsson, Sebastian Ekfält och Carl Wassén. Han är för övrigt den ende svenske styrman som tagit guld i både SM, EM och VM.

## Meriter
IDBF-VM
- Welland 2015
  - Brons 20manna mix 200m (U24) [2]
  - Brons 20manna mix 2000m (U24) [2]
- Szeged 2013
  - Guld 10manna herr 200m (U24) [3]
  - Silver 20manna mix 1000m (U24) [3]
  - Brons 20manna mix 500m (U24) [3]

ICF VM
- Poznan 2014
  - Brons 20manna mix 500m [4]

ECA EM
- Auronzo di Cadore 2015 - Senior
  - Guld 20manna mix 200m [5]
  - Brons 20manna mix 500m [6]
  - Brons 20manna mix 2000m [7]
  - Brons 10manna mix 200m [8]
  - Brons 10manna herr 200m [9]
  - Brons 10manna herr 2000m [10]

ECA EM Master
- Auronzo di Cadore 2015 - Master (40+)
  - Brons 10manna herr 2000m

ECA EM master, klubblag
- Auronzo di Cadore 2015 - Master (40+)
  - Silver 10manna herr 200m
  - Silver 10manna herr 2000m

SM
- Nyköping 2015
  - Guld 10manna mix 200m
  - Silver 10manna mix 500m
- Jönköping 2014
  - Guld 10manna mix 200m
  - Guld 10manna mix 500m

## Bildgalleri

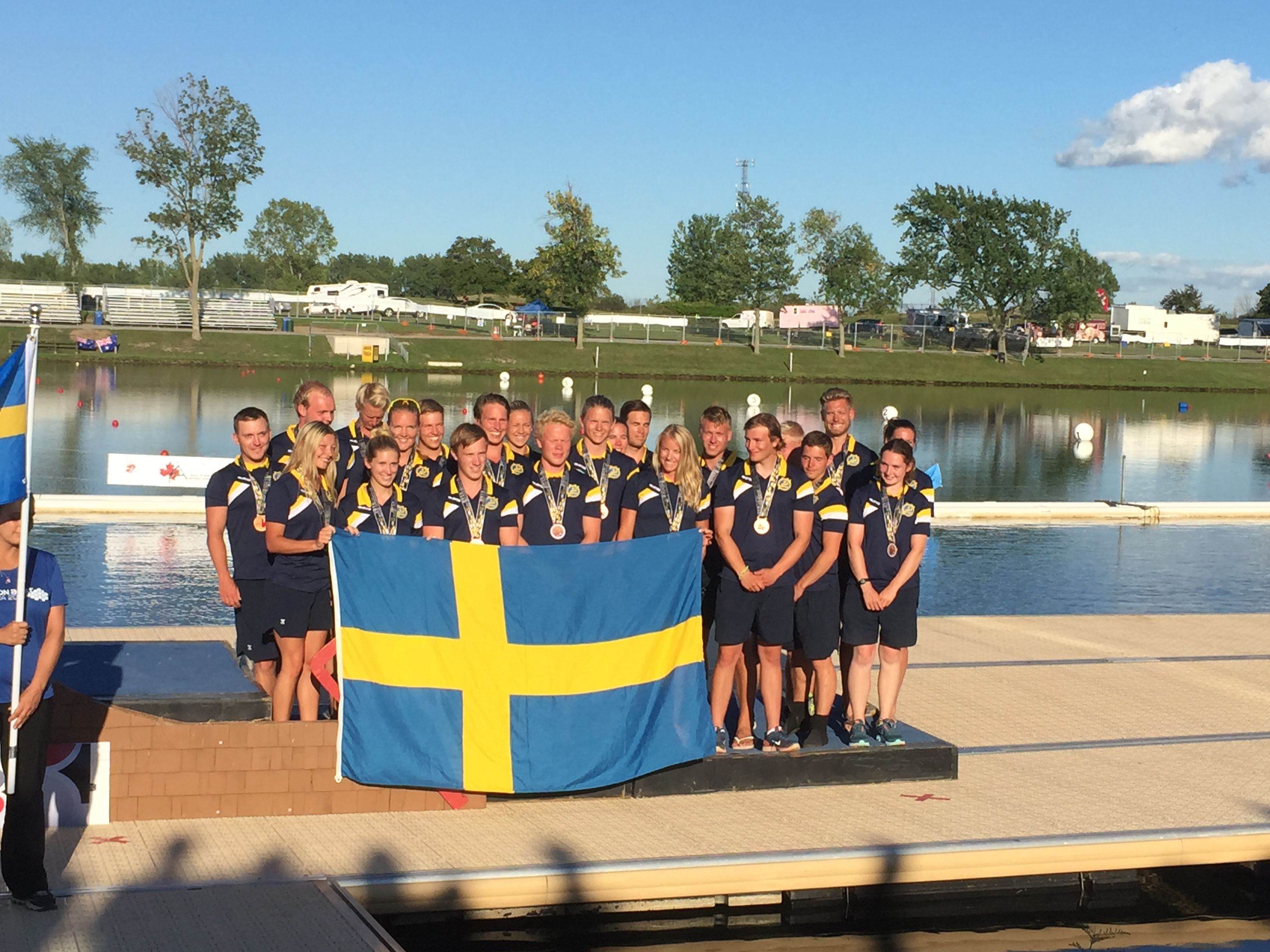
Medaljceremoni, VM-brons i U24, 200m 2015
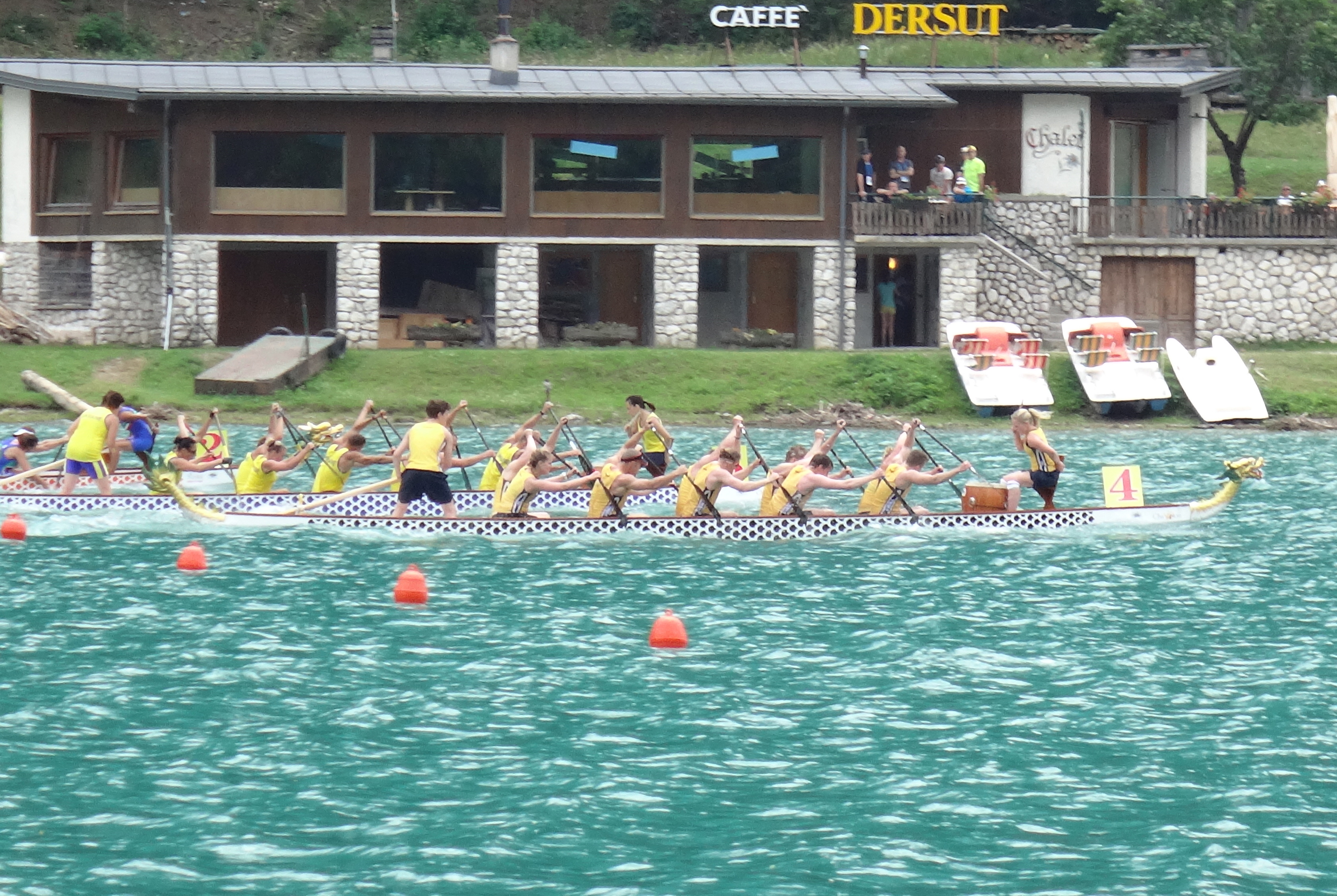
Försöksheat, EM 2015
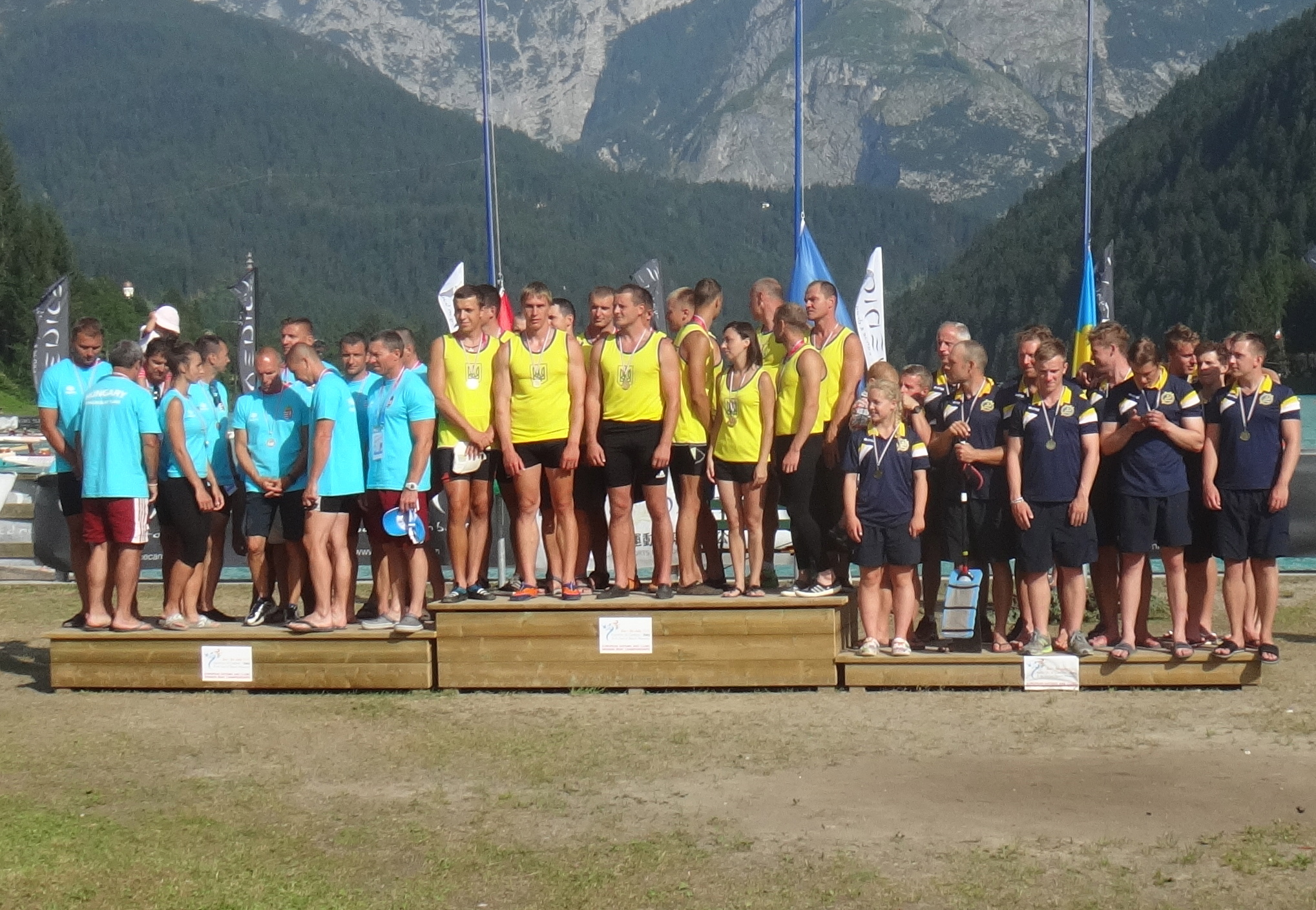
Medaljceremoni, EM-brons i senior, 200m 2015
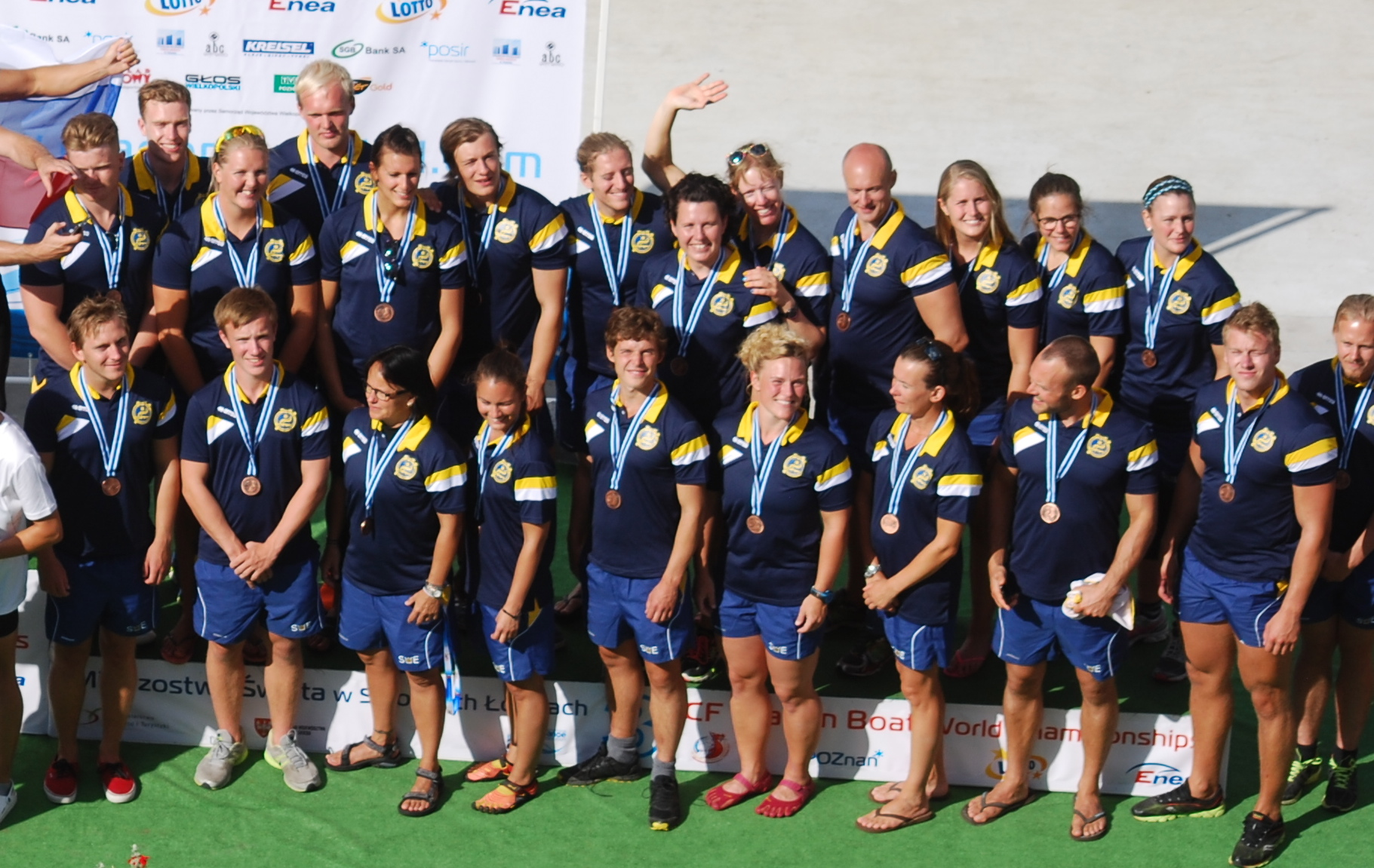
Medaljceremoni, VM-brons i senior, 500m 2014
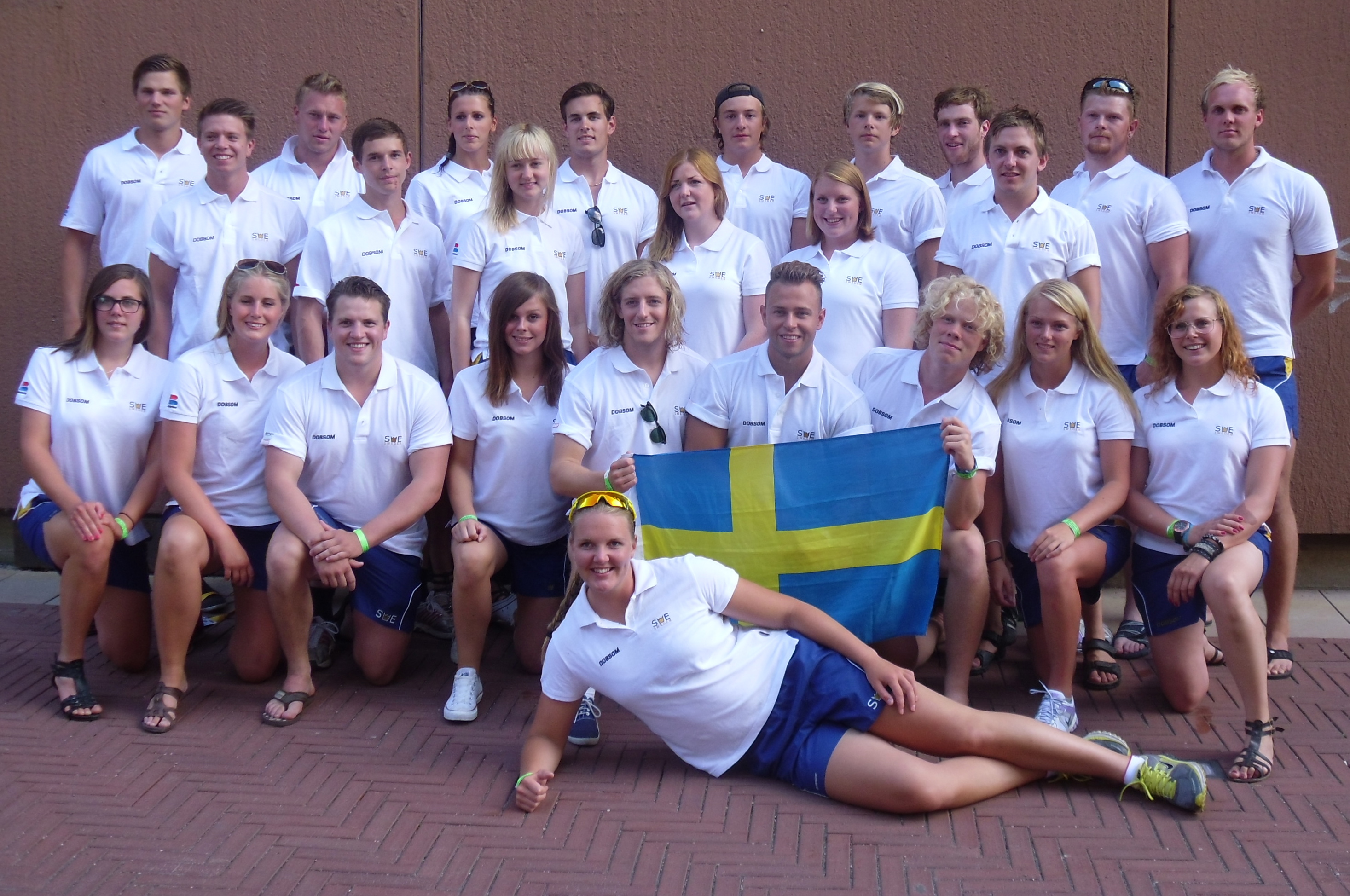
Lagfoto, VM-brons i U24, 500m 2013
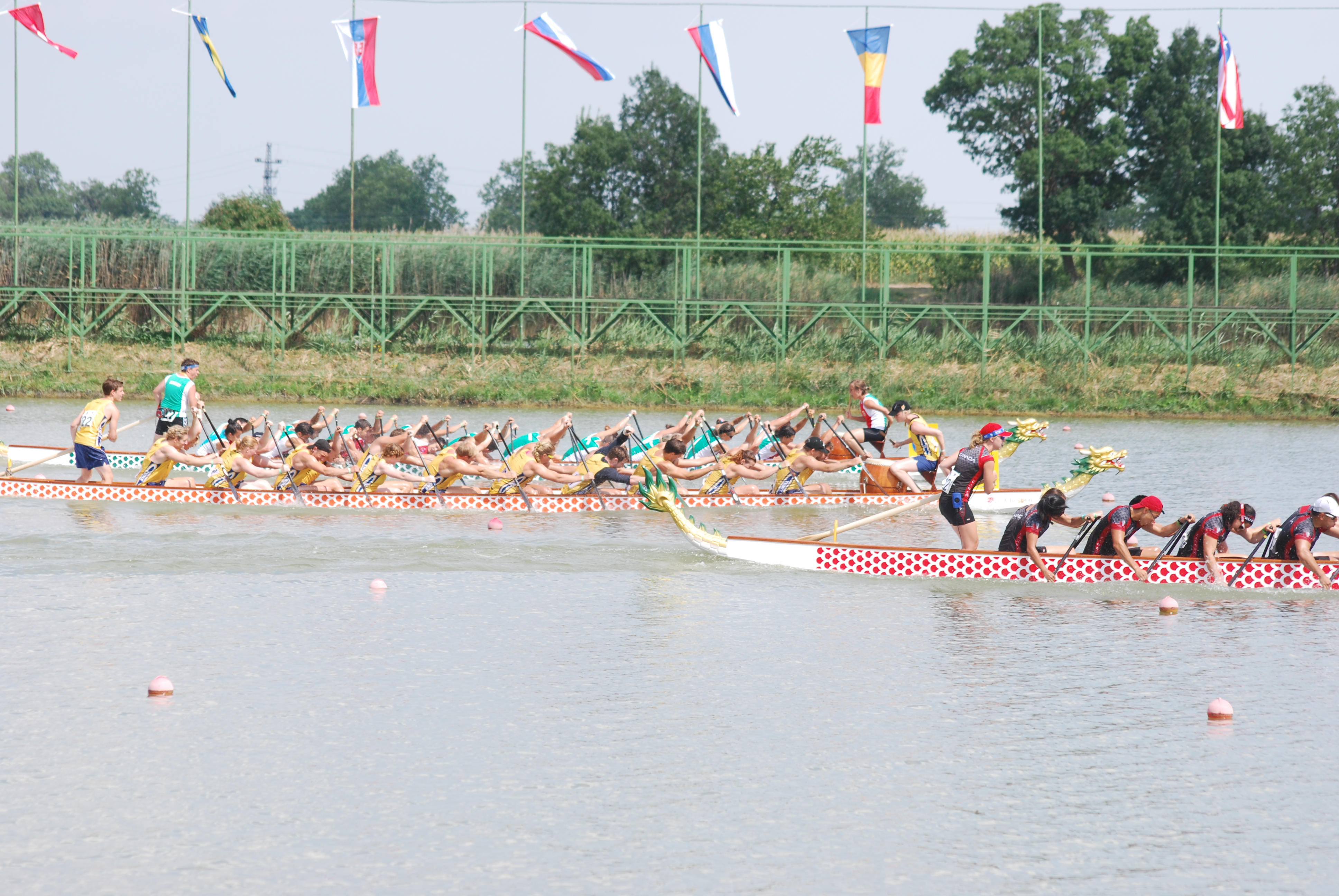
VM-final, VM-silver i U24, 1000m 2013
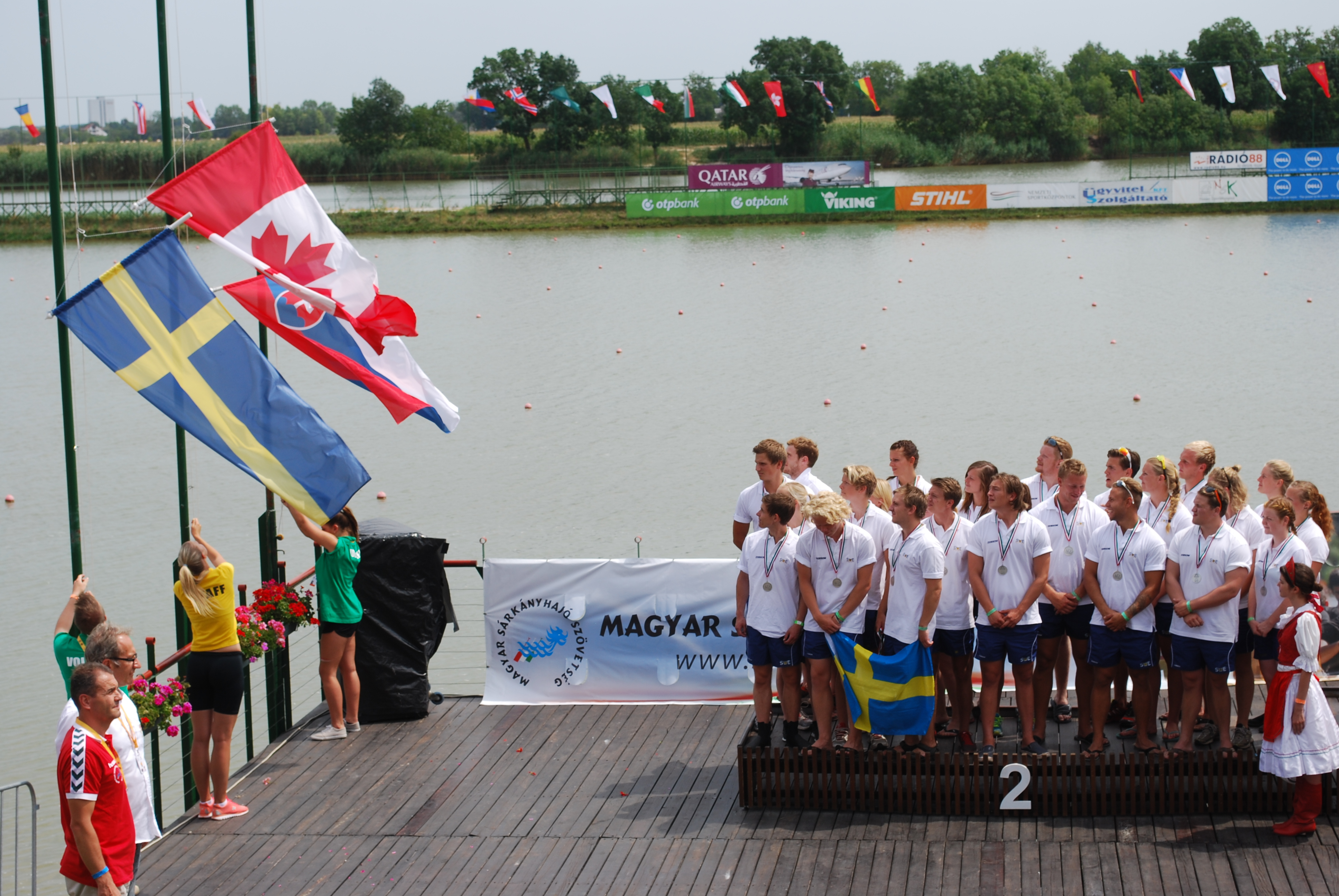
Medaljceremoni, VM-silver i U24, 1000m 2013
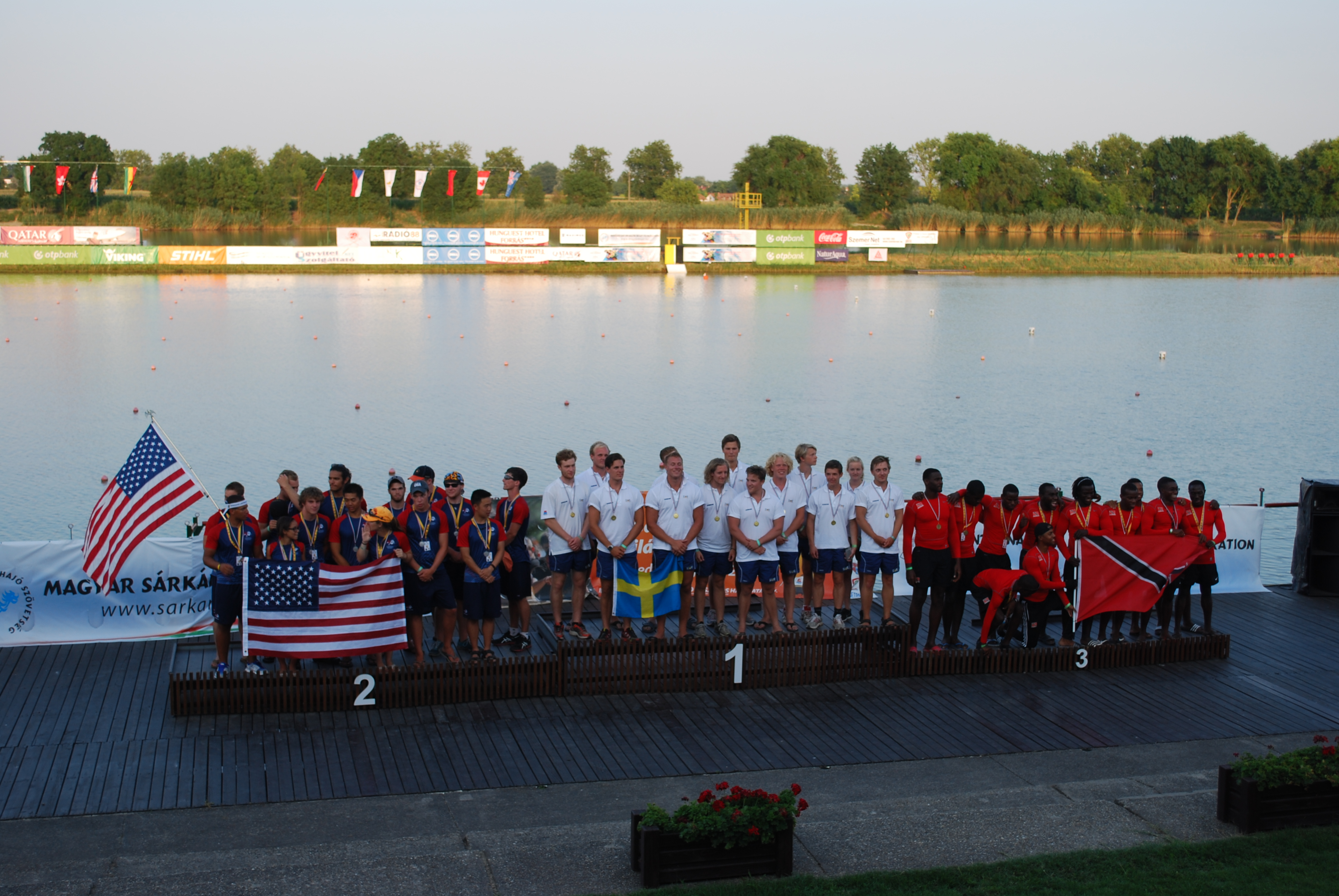
Medaljceremoni, VM-guld i U24, 200m 2013